# محاكي الحاتمة
محاكي الحاتمة (بالإنجليزية: mimotope)‏ هو جزيء ضخم غالبا ما يكون من الببتيد يقوم بمحاكاة بنية الحاتمة. وبسبب هذه الخاصية فأنه يسبب استجابة للأجسام المضادة مماثلة لتلك التي تسببها الحاتمة. والجسم المضاد الخاص بحاتمة مستضد ما تقوم بالتعرف أيضاً على محاكي الحاتمة تلك. ويتم الحصول على محاكيات الحاتمة من عرض العاثية من خلال عملية البيوبانينغ biopanning. ويجري تطوير اللقاحات باستخدام محاكيات الحاتمة. عندما صيغ المصطلح لأول مرة من قبل ماريو جايسن في عام 1986  كان يستخدم لوصف الببتيدات التي تحاكي الحاتمة.